# Титри (реп-гурт)
Титри (англ. Titres, скорочено - Т3) - український реп-гурт заснований в місті Львів в 2005 році. Нині членами гурту є Снак, SeeG.Ma і Тихий.

## Історія

### Початок історії гурту
Історія створення гурту «ТИТРИ» бере свої коріння ще 2005 року, коли п'ятеро друзів вирішили зайнятись тим, чим жили вже довгий час – Хіп-Хоп культурою, а саме репом і графіті. Створили гурт, складали тексти, читали їх один одному на районі… Вже тоді, нічого не знаючи будували грандіозні плани, пов’язані з хіп-хопом. Але, на жаль, один з учасників гурту виїжджає жити за кордон і компанія розвалюється… 
Снак і Тихий починають займатись репом на більш серйозному рівні, починається запис треків, але в зв’язку з незнанням запис проходив на стандартний «Аудіозапис Віндовз». 
2007 рік був роком застою в команді. Нічого нового не складено і не записано. Проте з часом, на початку 2008 року, за допомогою купівлі нового мікрофона гурт виходить на новий рівень звучання і починає плідно записувати нові треки. Перший виступ відбувся на початку серпня 2008 року у Львові. 
Брали участь у багатьох інтернет-баттлах, в яких були як і поразки, так і заслужені перемоги. Інформація з інтернету допомагає з порадами для запису і зведення треків. 

### Друге дихання
В серпні 2008 в команді з’являється новий учасник, точніше учасниця – SeeG.Ma  яка відразу додає гурту цікавості, оригінальності і стилю. Тоді ж, на початку серпня гурт вперше виступає, після чого пішла величезна низка виступів. Протягом 2008-2010 рр. ТИТРИ виступали в таких містах як: Львів, Рівне, Тернопіль, Ужгород, Вінниця; Жовква, Жидачів, Ходорів, Новояворівськ (Львівська обл.); Сміла, Умань (Черкаська обл.); Бережани (Тернопільська обл.), на одній сцені з багатьма досвідченими і якісними гуртами України. Проводилась співпраця з такими виконавцями: Quant (Львів), 9К (Львів), SHAKE MC (Львів), Льолік (WestCity, Івано-Франківськ), Юльчик МС (Чернівці), West G.(Львів), RIZUPS (Львів), Хочу ЩЕ! (Львів), T1me (Кропивницький), SИНДИКАТ SVОБОDИ (Сміла), Docky Doc (Ужгород-Львів), T.DEN (Новояворівськ), Бандера а.к.а. ПДВ (Бережани), 4JL (Київ), DonDEVito & Sitik (Львів), RCLAN (Львів-Самбір), Young Gato (Львів) і багатьма іншими виконавцями з України та Росії.
Створено об’єднання Титри-family, в яке наразі крім Титрів входить Т.ДЕН та вокаліста Esk!na. Гурт є учасником об’єднання Інший ZaXXiD. Навесні 2010 року у світ виходить Перший Львівський Ліцензійний Хіп-хоп збірник «Інший ZaXXiD», презентація якого відбулася 20 березня в НК «Picasso».
На даний момент - останній виступ відбувся в НК "Галактика" (Винники-Львів) 13.02.2013 р.

## Склад гурту
- Снак
- SeeG.Ma
- Тихий